# Darik's Boot and Nuke
Darik's Boot and Nuke aussi connu sous le nom DBAN est un logiciel libre qui permet d'effacer de manière sécurisée les données contenues sur un disque dur. Pour ce faire, il écrit des données (pseudo-aléatoires ou non) sur les anciennes.
Il propose plusieurs méthodes : Mersenne Twister (Générateur de nombres pseudo-aléatoires) et Gutmann.
DBAN peut être lancé depuis une disquette, une clé USB ou un CD, il est basé sur GNU/Linux. Il supporte les disques durs ATA, SATA et SCSI.